# Orleton, Worcestershire
Orleton är en by i civil parish Stanford with Orleton, i distriktet Malvern Hills, i grevskapet Worcestershire, i England. Byn är belägen 19 km från Worcester. Orleton var en civil parish 1866–1933 när blev den en del av Stanford with Orleton. Civil parish hade 61 invånare år 1931. Byn nämndes i Domedagsboken (Domesday Book) år 1086, och kallades då Alretune.